# 立子山
立子山（たつごやま）は、福島県福島市の大字である。郵便番号は960-1321。

## 地理
福島市南東部に位置し、単独で立子山地域を成す。北西で渡利と、北東で大波と、東で飯野町青木と、南で飯野町明治と、西で松川町金沢、松川町浅川、田沢とそれぞれ隣接し、飯野町青木には当地域の飛地が3か所存在する。1955年に福島市に編入された立子山村域にて構成される。阿武隈川右岸、及び支流の立田川流域に広がる平地に農地が広がり、集落が点在するほかは、山林が広がる。上町に所在する福島警察署及び松川町浅川に所在する福島南消防署がそれぞれ管轄にあたる。

### 河川
- 阿武隈川
  - 立田川
  - 入川

### 主な字
- 足替田
- 五十保内
- 石高
- 石高山
- 一円寺前
- 一海道
- 一種代
- 一本木
- 疣石山
- 入川
- 入川山
- 岩ケ作
- 兎平
- 後平
- 内ノ馬場
- 鰻内
- 大岩
- 大沢
- 岡窪
- 折戸

- 後呂山
- 後呂
- 右大保山
- 大石ケ作
- 後溜井
- 疣石
- 愛宕下
- 大稲場
- 牛窪
- 板敷
- 大舘山
- 大滝
- 笠松
- 笠松山
- 鍛冶合内
- 金井作
- 上舘
- 上御代手
- 紙屋
- 河原田

- 北浦
- 北ノ前
- 城戸内
- 内蔵場
- 光師保内
- 越山
- 小峠
- 小袋内
- 五所車
- 小滝
- 小屋森山
- 小麦畑
- 岫
- 金山
- 釜屋敷
- 北浦山
- 駒込
- 河原田山
- 神田山
- 腰巻

- 観音山
- 駒ケ淵
- 才ノ神
- 坂ノ下
- 降利
- 申内
- 沢尻
- 三枚長
- 篠葉沢
- 清水
- 下平山
- 下御代手
- 釈迦前
- 地蔵坂
- 若ノ内
- 城ノ内
- 甚念坊山
- 杉ノ内
- 空窪
- 雪舟田

- 作内
- 沢尻前
- 清八
- 下舘
- 甚念坊
- 高根
- 高野山
- 竹ノ内
- 竹ノ下
- 舘ノ前
- 溜井下
- 田屋
- 丹波屋敷
- 大蔵畑
- 伊達岩
- 寺窪
- 当堂ノ上
- 東西
- 東西向
- 栃窪

- 道平
- 堂平
- 堂手
- 堂手山
- 坪ケ田
- 砥石
- 丹波山
- 田屋向
- 高屋敷山
- 滝ノ前
- 月山
- 高屋敷
- 中島山
- 中田
- 中平
- 仲森
- 長坂
- 長曽根山
- 長平
- 長橋

- 西ノ平
- 野城
- 中田山
- 西ノ平山
- 長久保山
- 仲内
- 七ツ瀬
- 西舘
- 長坂山
- 仲歳
- 畑中
- 畑ノ高屋
- 八幡前
- 八戸ノ久木
- 八森
- 浜井場
- 林
- 春田
- 馬場平
- 番丈山

- 日陰
- 広畑
- 豊後内山
- 房田
- 房山
- 墓所前
- 八森山
- 本前林
- 船石
- 番神山
- 豊後内
- 東浦
- 疱除神
- 船場
- 橋端
- 間瀬場
- 町屋坂
- 三久保
- 道下
- 三ツ石

- 京沢
- 京沢山
- 宮畑
- 茗荷作
- 茗荷作山
- 目細内
- 本内
- 本舘
- 見倉石
- 松田ヒサク
- 松木田山
- 本内向
- 薬研
- 弥平田
- 山桑
- 屋留合内
- 葭田
- 四道口
- 四方木田川
- 四方木田

- 四方木田山
- 柳作
- 由ケ作
- 柳田
- 薬師ノ上
- 薬研沢
- ラントウ林
- 六升蒔
- 綿ノシ川

## 歴史
- 1889年（明治22年）4月1日 - 町村制の施行により信夫郡立木村が立子山村と青木村の区域を以って発足し、旧立子山村域は大字立子山となる。
- 1893年（明治26年）2月3日 - 立木村が廃止され、大字立子山が立子山村、大字青木が青木村となる。
- 1955年（昭和31年）7月10日 - 立子山村が福島市へ編入され、全域が立子山として福島市の大字となる。
- 2022年（令和4年）3月31日 - 福島市立立子山中学校が児童数減少により2020年度末を以って休校したのち、福島市立渡利中学校に統合され廃止される。

## 世帯数と人口
2022年（令和4年）3月31日現在の世帯数と人口は以下の通りである。
| 大字   | 世帯数  | 人口   |
| ------ | ------- | ------ |
| 立子山 | 463世帯 | 1058人 |

## 小・中学校の学区
市立小・中学校に通う場合、学区は以下の通りとなる。
| 番地 | 小学校               | 中学校             |
| ---- | -------------------- | ------------------ |
| 全域 | 福島市立立子山小学校 | 福島市立渡利中学校 |

## 交通

### 鉄道
域内に鉄道施設は存在しない。

### 道路
- 国道114号
- 福島県道40号飯野三春石川線
- 福島県道51号霊山松川線
- 福島県道306号大沢広表線
- 福島市道49号金沢立子山線
  - 上蓬莱橋（阿武隈川）

### バス
福島交通路線バス
- （福島駅方面） - 春田 - 立子山東西 - 立子山農協前 - 雪舟田 - 三久保 - 浜井場 - 畑中  - （飯野方面）
  - 医大・立子山経由飯野
- （福島駅方面） - 大沢 - 伊達葭田 - 若内 - 春田 - 山桑 - 越山 - 御代手 - 寺久保 - 北浦 - 立子山支所前 - 三久保 - 浜井場 - 畑中  - （飯野方面
  - 飯野

JRバス東北
- 大沢 - 伊達葭田 - 野城 - 内の馬場 - 一円寺前 - 柴切田 - （川俣方面）
  - 川俣高校前

## 施設
- 福島市役所立子山支所
- 福島市立立子山小学校
- 福島市社会教育館立子山自然の家
- 立子山郵便局
- 東北電力蓬莱発電所
- 鮎滝渡船場跡
- 篠葉沢稲荷神社
- 日蓮宗一円寺